# Tesserodon heurni
Tesserodon heurni är en skalbaggsart som beskrevs av Renaud Maurice Adrien Paulian 1937. Tesserodon heurni ingår i släktet Tesserodon och familjen bladhorningar. Inga underarter finns listade i Catalogue of Life.